# Anomocefaloïdeus
Els anomocefaloïdeus (Anomocephaloidea) són un clade de teràpsids anomodonts basals relacionats amb els dicinodonts que visqueren en allò que avui en dia és el Brasil i Sud-àfrica durant el Permià mitjà. Inclou només dues espècies: Anomocephalus africanus (que dona nom al clade), de la conca del Karoo, a Sud-àfrica, i Tiarajudens eccentricus, de la conca del Paraná, al Brasil. El tàxon Anomocephaloidea fou descrit el 2011 amb el descobriment de Tiarajudens, encara que Anomocephalus en si és conegut des del 1999.
Els anomacefaloïdeus es caracteritzen per tenir rengles de dents molariformes d'oclusió ajustada al darrere de la mandíbula. Són l'exemple més primitiu d'aquest tipus de dents en el registre fòssil dels teràpsids. Un tret únic dels anomacefaloïdeus és que les molariformes superiors són, en realitat, dents palatines que davallen del paladar i s'oclouen contra les dents marginals del maxil·lar inferior. Aquest tipus d'oclusió no ha estat observat en cap altre sinàpsid. L'oclusió precisa, el marcat desgast i la ràpida substitució de les dents dels anomocefaloïdeus fan pensar que es nodrien de vegetació basta i rica en fibra. Les adaptacions dels anomacefaloïdeus a l'herbivorisme eren una innovació evolutiva tant entre els anomodonts com entre els teràpsids i el llinatge dels mamífers en general.